# Hounoux
Hounoux település Franciaországban, Aude megyében. Lakosainak száma 133 fő (2022. január 1.). Hounoux La Courtète, Escueillens-et-Saint-Just-de-Bélengard, Fenouillet-du-Razès, Montgradail, Orsans és Saint-Gaudéric községekkel határos.

## Népesség
A település népessége az elmúlt években az alábbi módon változott:
| Lakosok száma | 137  | 108  | 106  | 124  | 142  | 141  | 136  | 132  | 129  | 133  |
|               | 1968 | 1982 | 1990 | 2006 | 2013 | 2015 | 2017 | 2019 | 2020 | 2022 |